# Studentförening
Studentförening kallas vanligen en ideell förening som drivs av och för studenter och som, till skillnad från en studentkår, alltid har haft frivilligt medlemskap och inte på samma sätt är studenternas företrädare utan mer är till bara för social samvaro. Somliga lokala studentföreningar har slutit sig samman med likartade föreningar på andra studieorter; den gemensamma organisationen kallas då ofta för studentförbund.
Vid Stockholms universitet finns obligatoriska studentföreningar, så kallade fakultetsföreningar, vilka delvis fyller samma funktion som en studentnation vid andra lärosäten.